# Беньяминов, Семён
Семён Беньяминов (род. 1935) — русский поэт и переводчик.
Окончил филологический факультет Киевского университета. Служил в ВВС. Работал токарем, слесарем, котельным рабочим, авиамотористом; преподавал словесность в школах Саратовской, Владимирской, Новгородской и др. областей. Первая публикация — в журнале «Континент», № 56.
С 1975 г. проживает в США.
Публикации: в журналах «Континент», «Футурум АРТ», «Топос», «Сетевая Словесность», «Интерпоэзия», «Дети Ра», «Новый Берег», «Современная поэзия», в антологии «Освобожденный Улисс».
Переводы:
американская поэзия середины XX века (Чарлз Буковски, Эдвард Филд, Гарольд Норс, Стивен Добинс, Эл Жолинас, Филипп Лопэйт и др.). C украинского — Тарас Шевченко.